# Tipula (Hesperotipula) californica
Tipula (Hesperotipula) californica is een tweevleugelige uit de familie langpootmuggen (Tipulidae). De soort komt voor in het Nearctisch gebied.